# Westdeutsches Zentrum für Kinder- und Jugendgesundheit
Das Westdeutsche Zentrum für Kinder- und Jugendgesundheit (WZKJ) ist ein Zusammenschluss der universitären Kinderkliniken und Kinder- und Jugendpsychiatrien von initial fünf Standorten in Nordrhein-Westfalen (Aachen, Bochum, Düsseldorf, Essen und Köln). Das Ziel ist eine bessere Versorgung chronisch erkrankter Kinder und Jugendlicher und die Verknüpfung von Körper und Psyche in experimenteller, klinischer und psychologischer Forschung. Ein besonderer Schwerpunkt ist die fachübergreifende Versorgungsforschung. Die Idee zur Gründung entstand 2020 und im Jahr 2023 schlossen sich die Standorte Bonn, Bielefeld und Münster dem WZKJ an, so dass nun alle staatlichen NRW-Universitäten beteiligt sind.

## Standorte
- Aachen
  - Universitätsklinikum Aachen – Klinik für Kinderheilkunde
  - Universitätsklinikum Aachen – Klinik für Psychiatrie, Psychosomatik und Psychotherapie des Kindes- und Jugendalters
- Bochum
  - Ruhr-Universität Bochum – Katholisches Klinikum Bochum – Klinik für Kinder- und Jugendmedizin
  - Ruhr-Universität Bochum – LWL-Universitätsklinik Hamm – Klinik für Kinder- und Jugendpsychiatrie, Psychotherapie und Psychosomatik
- Bonn
  - Universitätsklinikum Bonn – Zentrum für Kinderheilkunde
- Bielefeld
  - Universitätsklinikum OWL – Campus Bielefeld-Bethel – Klinik für Kinder- und Jugendmedizin
  - Universitätsklinikum OWL – Campus Bielefeld-Bethel – Klinik für Kinder- und Jugendpsychiatrie
- Düsseldorf
  - Universitätsklinikum Düsseldorf – Klinik für Allgemeine Pädiatrie, Neonatologie und Kinderkardiologie
  - Universitätsklinikum Düsseldorf – Klinik für Kinder-Onkologie, -Hämatologie und Klinische Immunologie
- Essen
  - Universitätsklinikum Essen – Klinik für Kinderheilkunde I, II und III
  - Universitätsklinikum Essen – LVR-Klinikum für Kinder- und Jugendpsychiatrie
- Köln
  - Universitätsklinikum Köln – Klinik und Poliklinik für Kinder- und Jugendmedizin (CEFAM)
  - Universitätsklinikum Köln – Klinik für Psychiatrie, Psychosomatik und Psychotherapie des Kindes- und Jugendalters (CEFAM)
  - Universität zu Köln – WiSo Fakultät – Seminar für Allg. BWL und Management im Gesundheitswesen
  - Universität zu Köln – Hum. Fakultät – Department Heilpädagogik
  - Deutsche Sporthochschule Köln
- Münster
  - Universitätsklinikum Münster – Klinik für Kinder- und Jugendmedizin
  - Universitätsklinikum Münster – Klinik für Kinder- und Jugendpsychiatrie, -psychosomatik und -psychotherapie

## Schirmherrschaft
Karl Lauterbach übernahm 2022 die Schirmherrschaft.

## Sprecher
Jörg Dötsch amtiert zurzeit (Stand 3. Mai 2024) als Sprecher des WZKJ.